# Granz Henman

Granz Henman

Granz Henman (* in London) ist ein Regisseur und Drehbuchautor, der einige Filme in Deutschland drehte.

## Biografie
Henman wurde in London geboren, wuchs jedoch in New York in den Vereinigten Staaten auf. Als er zu seinem 10. Geburtstag eine Kamera geschenkt bekam, begann er, seine eigenen Filme zu drehen. Später studierte er an der New York University kreatives Schreiben und Animation, zudem englische Literatur am Trinity College Dublin in Irland. Nach seinem Abschluss dort erhielt er das Gregory-Peck-Stipendium, wodurch er ein Drehbuchseminar besuchen konnte.
1994 erhielt er einen Job als Produktionsassistent in dem Spielfilm Kids von Larry Clark. Vier Jahre danach kam er nach Deutschland, wo er als Co-Regisseur bei Til Schweigers Regiedebüt, dem Film Der Eisbär fungierte. Es folgten einige weitere Filme, wobei seine Tochter Cosima in Teufelskicker ihre erste Rolle bekam. 2016 drehte er den Fernsehfilm Volltreffer mit Axel Stein und Julia Hartmann in den Hauptrollen.
Bis 2010 war Henman mit der Schauspielerin Diana Amft verlobt.

## Filmografie
- 1998: Der Eisbär (Co-Regie, Drehbuch)
- 2000: Harte Jungs (Drehbuch)
- 2002: Knallharte Jungs (Regie, Drehbuch)
- 2007: Kein Bund für’s Leben (Regie)
- 2007: Pornorama (Drehbuch-Mitarbeit, Idee)
- 2008: Maja (Fernsehserie, Regie, Drehbuch)
- 2010: Teufelskicker (Regie, Drehbuch, Nebenrolle)
- 2013: Nachbarn süß-sauer (Fernsehfilm, Regie)
- 2014: Coming In (Drehbuch-Mitarbeit)
- 2015: Zum Teufel mit der Wahrheit (Fernsehfilm, Regie)
- 2016: Volltreffer (Fernsehfilm, Regie)
- 2017: Abi ’97 – gefühlt wie damals (Fernsehfilm, Regie)
- 2021: Hilfe, ich hab meine Freunde geschrumpft (Kinofilm, Regie)
- 2023: Hammerharte Jungs (Netflix, Regie)